# EP u amaterskom boksu 1951.
9. Europsko prvenstvo u amaterskom boksu 1951. se održalo od 14. – 19. svibnja 1951. u talijanskom gradu Milanu.
Boksači su se po prvi puta borili za odličja u deset, umjesto dotadašnjih osam težinskih kategorija. Sudjelovalo je 132 boksača iz 20 država.
Boksači iz Italije su osvojili 4 naslova prvaka, a Belgija, Njemačka, Švedska, Mađarska, Poljska i Francuska su osvojili po 1 naslov prvaka.
| Kategorija            | zlato              | srebro            | bronca                                  |
| muha (-51 kg)         | Aristide Pozzali   | Henk van der Zee  | Pentti Hämäläinen Antoine Martin        |
| bantam (-54 kg)       | Vincenzo Dall'Osso | William Kelly     | János Erdei Hermann Mazurkiewicz        |
| pero (-57 kg)         | Joseph Ventaja     | Kosta Leković     | István Kisfalvi Åke Wärnström           |
| laka (-60 kg)         | Bruno Visintin     | István Juhász     | David O'Connell Milivoje Bulat          |
| poluvelter (-63,5 kg) | Herbert Schilling  | Marcello Padovani | Peter Müller Terence Milligan           |
| velter (-67 kg)       | Zygmunt Chychła    | Hans Kohlegger    | Gert Strahle Jacques Dugenier           |
| polusrednja (-71 kg)  | László Papp        | Jens Andersen     | Alfred Paliński Alfred Lay              |
| srednja (-75 kg)      | Stig Sjölin        | Günther Sladky    | Hans Niederhauser Jean Lalounis         |
| poluteška (-81 kg)    | Marcel Limage      | Bjarne Lingås     | Giovanni Battista Alfonsetti Rolf Storm |
| teška (+81 kg)        | Giacomo di Segni   | Edgar Gorgas      | Jan Dijkman José Peyre                  |